# Bombardeig de Belgrad a la II Guerra Mundial
La ciutat de Belgrad va ser bombardejada en dues campanyes durant la Segona Guerra Mundial, la primera per la Luftwaffe alemanya el 1941, i després per les Forces Aèries Aliades el 1944.

## El Bombardeig alemany
A finals de març de 1941, el Regne de Iugoslàvia es va veure obligat signar el Pacte Tripartit i unir-se a les Potències de l'Eix, la qual cosa ocasionà una revolució popular per tot al país, donant peu al fet que el dia 27 es produís un cop d'estat, que deposà al Príncep Pau de Iugoslàvia, regent del país, i canviar la política exterior reorientant-la per unir-se als Aliats. Aquests fets van tenir lloc en un moment crucial, en què la Wehrmacht ja estava en les darreres etapes de preparacions per llançar l'Operació Barbarroja contra la Unió Soviètica. Per començar bé la campanya a l'est era vital tenir assegurats els Balcans, ja fos diplomàtica o militarment, evitant així una intervenció britànica a la zona, i aquesta acció de desafiament iugoslau aconseguí enfurismar a Adolf Hitler, que ordenà que es llancés immediatament una acció punitiva.

### El bombardeig

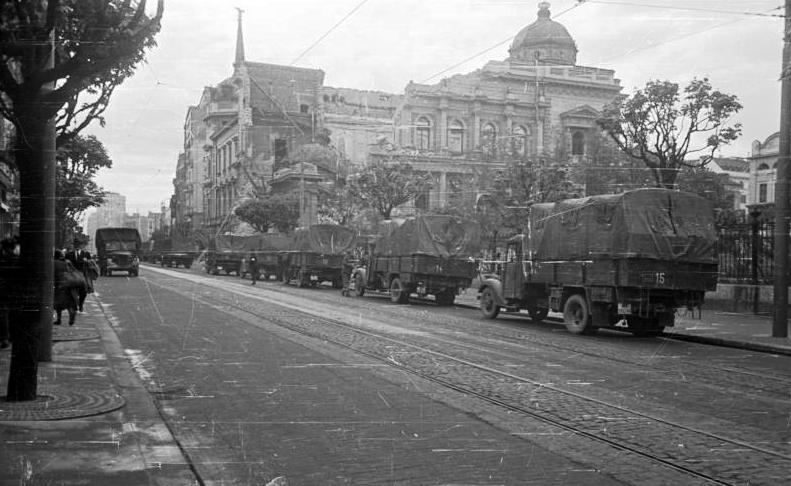
El palau reial (Pere II de Iugoslàvia) del carrer Rei de Milà al centre de Belgrad. Un dels objectius de la primera onada de bombardejos alemanys el 6 d'abril de 1941 eren els palaus reials del centre de la ciutat i a Dedinje.

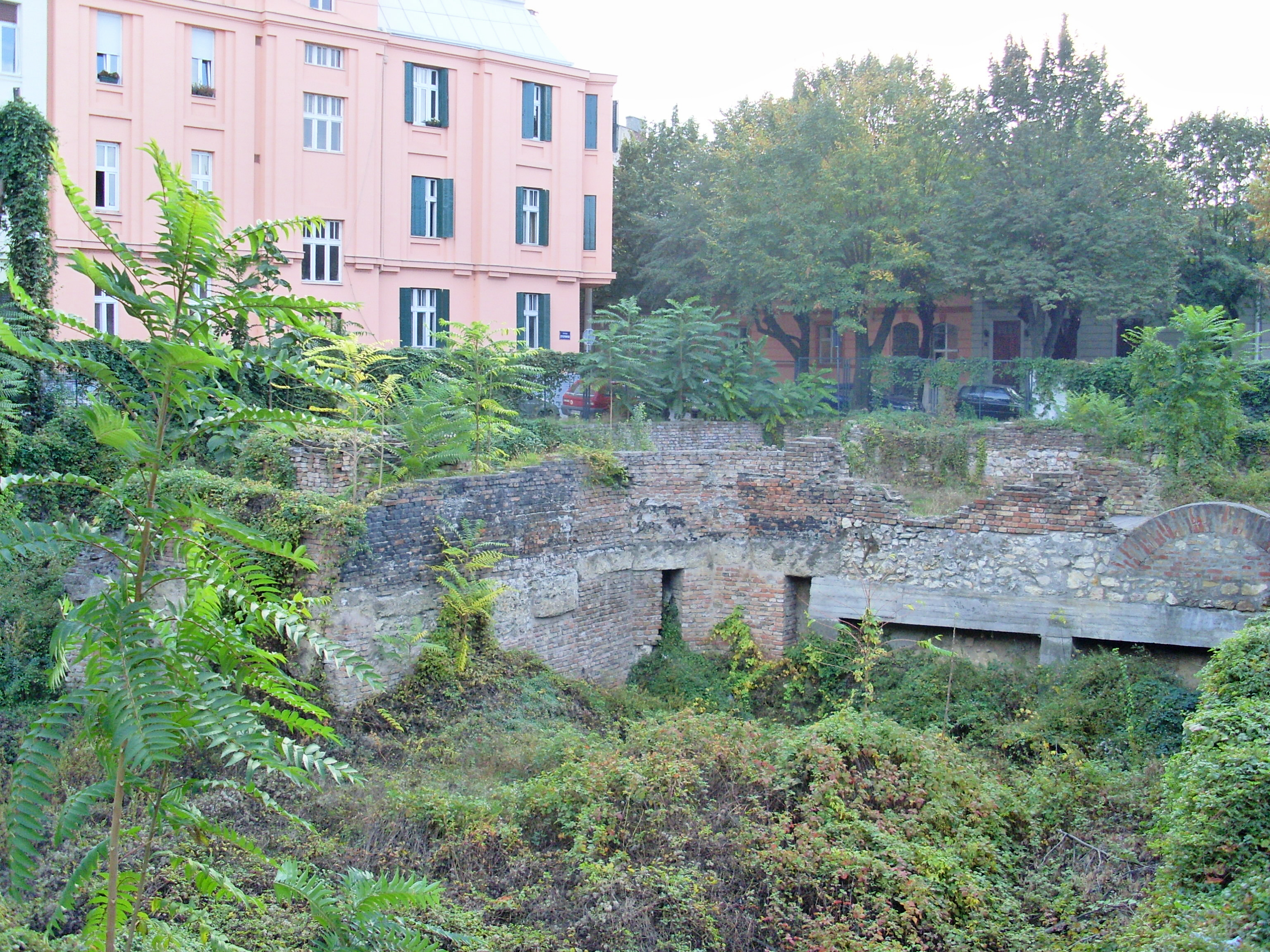
Les runes de la Biblioteca Nacional a Belgrad bombardejada el 6 d'abril de 1941.

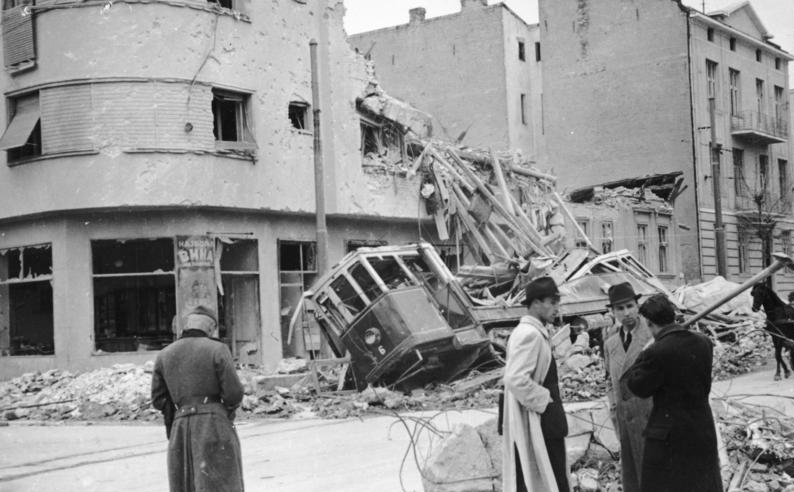
Danys ocasionats pel bombardeig alemany

El nom clau pel bombardeig alemany de Belgrad durant la invasió de Iugoslàvia va ser el d'Operació Càstig (alemany: Strafgericht). La Luftwaffe bombardejà la ciutat el 6 d'abril (Diumenge de Rams) sense una declaració de guerra, continuant el bombardeig fins al dia 10. Es van realitzar més de 500 sortides de bombarders en 3 onades, volant des de Regne de Romania, on s'havien reunit les tropes alemanyes en preparació a l'atac contra la Unió Soviètica. La majoria dels oficials del govern van abandonar la ciutat, i l'exèrcit iugoslau començà a col·lapsar-se.
L'atac sobre Iugoslàvia va ser un dels primers bombardeigs de terror de la II Guerra Mundial. Durant els dies següents, Itàlia, Hongria i Bulgària van unir-se a Alemanya per repartir-se el Regne de Iugoslàvia, amb el suport del govern feixista del nou estat titella de Croàcia. El país va ser absorbit en només 12 dies, i Grècia va caure només una setmana després, la qual cosa va convertir al Tercer Reich en l'amo de la major part de l'Europa continental, i preparat per llançar l'atac contra la Unió Soviètica.
Tot i que l'ordre de Hitler era específicament la destrucció de la ciutat, en el darrer moment van ser substituïts pel Generaloberst Alexander Löhr (el comandant de les formacions de la Luftwaffe que van bombardejar Belgrad) per atacar objectius militars, de comunicacions i logístics. La primera onada va llançar les seves bombes a les 7 del matí; i els canons antiaeris i els caces iugoslaus que van aconseguir enlairar-se van ser ràpidament silenciats. La claredat de l'atmosfera va permetre als aviadors alemanys atacar els seus objectius de manera ben precisa. A més dels efectes de les bombes, els incendis causats per les explosions van estendre's a causa del vent; i com que el sistema d'adducció de l'aigua havia estat destruït, els bombers no van poder fer res. La primera onada s'estengué fins a les 9:30. La segona onada començà a les 11:00.
En l'informe preparat per la Luftwaffe deu dies després per avaluar els resultats de les 218,5 tones de bombes llançades, es mencionaren els següents objectius: el palau reial, el ministeri de defensa, les acadèmies militar, la principal oficina de correus, l'oficina de telègrafs, les estacions de ferrocarrils, les plantes d'energia i les casernes.
Les onades de bombarders i de bombarders en picat Stukas van bombardejar la ciutat, matant a uns 2.274 civils durant el bombardeig inicial del 6-7 d'abril; si bé algunes estimacions eleven les víctimes civils a entre 5.000 i 17.000 civils morts i centenars d'edificis destruïts. Segons afirmà Sir William Stephenson, després de 4 dies del que els alemanys anomenaren "Operació Càstig", es recuperaren uns 24.000 cossos entre les runes. A més d'una gran quantitat que mai no es van trobar. La institució cultural més important que va ser destruïda va ser la Biblioteca Nacional de Sèrbia, amb 300.000 volums, entre els quals es trobaven manuscrits medievals i diversos exemplars únics indispensables per a l'estudi de la literatura sèrbia.
Les següents onades de bombarders van ser dirigides contra els aeròdroms i els centres militats importants; i entre les ciutats que també van ser atacades estan Niš, Kragujevac i Sarajevo. Pel seu costat, la Reggia Aeronautica italiana va atacar Cetinje, Kotor, Mostar, Split i Dubrovnik.
El feldmarschall von Kleist va declarar al seu judici de després de la guerra: "l'atac aeri sobre Belgrad del 1941 tenia un caràcter principalment polític i terrorista que no tenia res a veure amb la guerra. El bombardeig aeri va ser qüestió de la vanitat de Hitler, la seva revenja personal". El bombardeig sense una declaració de guerra prèvia esdevingué un dels càrrecs del fiscal que van fer que l'General Löhr, comandant de les formacions participants de la Luftwaffe, fos executat.

### Mesures defensives

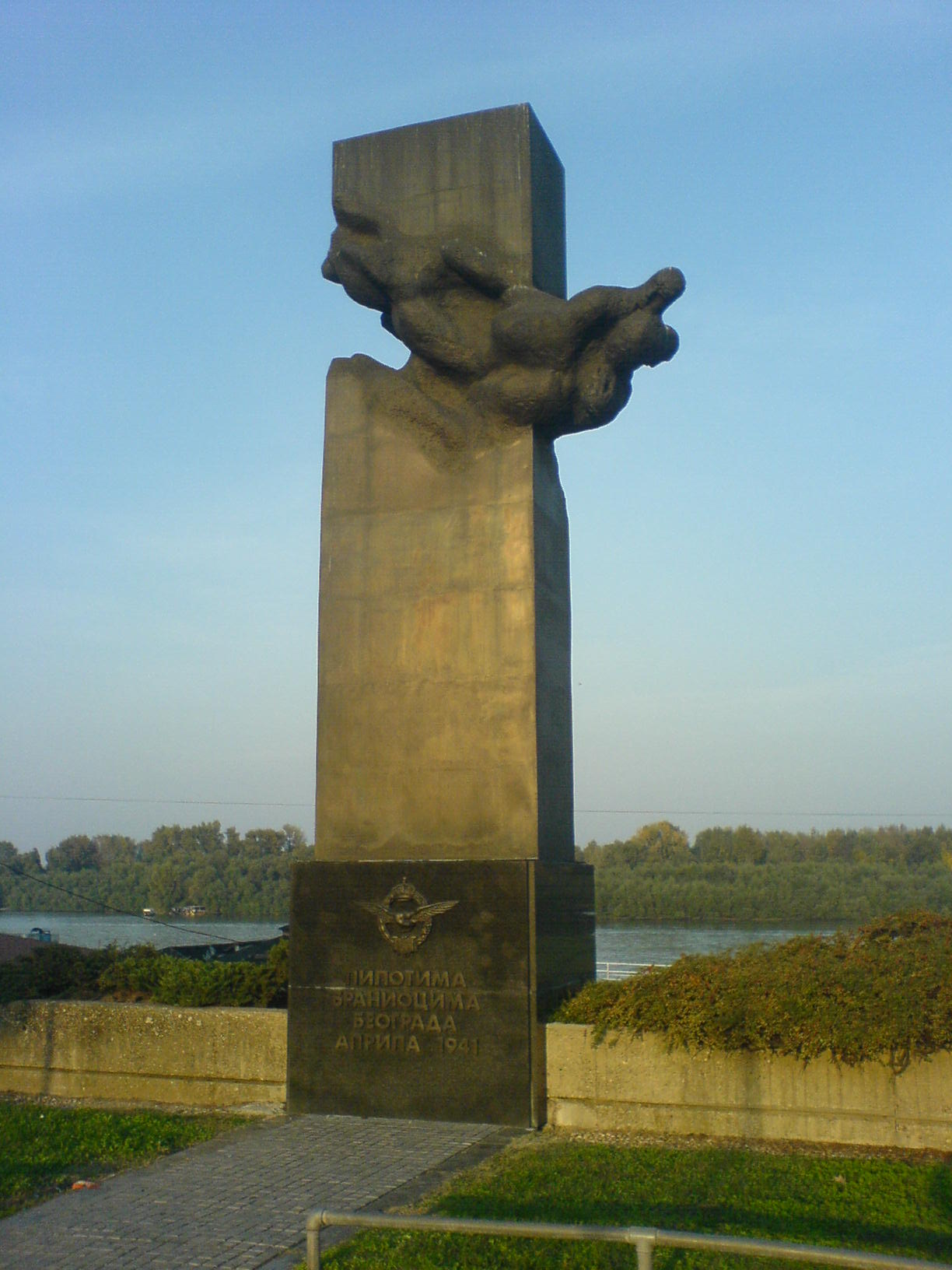
Monument als pilots que van defensar Belgrad.

Encara que la informació és principalment escadussera, diverses fonts indiquen que els països de l'Eix van llançar uns 2.000 avions durant el bombardeig de Belgrad. Les defenses de la Reial Força Aèria Iugoslava eren principalment obsoletes. Dels 487 avions de combat operatius a l'inventari, menys de 150 eren capaços d'enfrontar-se als moderns caces de la Luftwaffe. Durant el 6 i el 7 d'abril, els iugoslaus només van poder abatre entre 90 i 100 avions enemics.
Diverses defenses antiàeries de la zona de Belgrad van ser destruïts pels bombarders alemanys; i la Reial Força Aèria Iugoslava va ser principalment destruïda a terra, encara que 18 caces iugoslaus (6 Rogozarski IK-3s i, irònicament, 11 Messerschmitt Bf 109s alemanys) van abatre 12 avions alemanys, tot i que van patir pèrdues semblants quan tornaven.
Després del primer atac, el general Dušan Simović i el govern van retirar-se a Ujice, després a Sarajevo i, després que aquesta ciutat també fos bombardejada, el govern s'instal·là a l'Hotel Palace de Vzice, a Montenegro. Així doncs, els enllaços entre l'estat major general i els diferents components de l'exèrcit van quedar totalment desorganitzades. Tal com havia succeït a França al ser envaïda pels alemanys a la primavera de 1940, Iugoslàvia va patir un atac de pànic que les tropes alemanyes van saber aprofitar. El 17 d'abril, l'exèrcit iugoslau estava derrotat i capitulà; i el Regent Pau es refugià a Londres.

## Bombardeig aliat
El 16 i el 17 d'abril de 1944 Belgrad tornà a ser bombardejat, però aquest cop per les forces aèries aliades (irònicament, l'atac alemany ocorregué el diumenge de Rams, mentre que l'aliat va ser en diumenge de Pasqua). La unitat més important que participà va ser la Quinzena Força Aèria estatunidenca, amb base a Foggia, al sud d'Itàlia. Aquest bombardeig en catifa va ser executat per 600 bombarders a gran alçada. Les víctimes civils van ascendir a 1.160, mentre que les pèrdues alemanyes només van ser de 18.